# Srbobran (Istok)
Pour l’article homonyme, voir Srbobran.
Serbobran en albanais et Srbobran en serbe latin (en serbe cyrillique : Србобран) est une localité du Kosovo située dans la commune/municipalité d'Istog/Istok et dans le district de Pejë/Peć. Selon le recensement kosovar de 2011, elle compte 321 habitants.

## Démographie

### Évolution historique de la population dans la localité
| 1948 | 1953 | 1961 | 1971 | 1981 | 1991 | 2011 |
| ---- | ---- | ---- | ---- | ---- | ---- | ---- |
| 181  | 214  | 203  | 245  | 335  | 331  | 321  |

|  |

### Répartition de la population par nationalités (2011)
En 2011, les Albanais représentaient 53,27 % de la population, les Égyptiens 39,88 % et les Roms 5,61 %.